# 陈耀真
陈耀真（1899年12月22日—1986年5月4日），男，广东台山人，中国眼科专家，中山医科大学眼科教授、中山医科大学眼科医院院长、中国医学科学院首都医院眼科教授。

## 家庭
妻子毛文书。